# 日本とカタールの関係
日本とカタールの関係（アラビア語: العلاقات القطرية اليابانية、英語: Japan–Qatar relations）では日本とカタールの関係について述べる。1972年に国交が樹立された。経済の関わりが強く、カタールにとって日本は第6位の貿易相手となっている。在カタール日本大使館はドーハに、駐日カタール大使館は東京に置かれている。

## 政治関係
2014年にシリアにおいてISILが日本人2人を拘束した際、カタールは解放交渉に尽力した（ISILによる日本人拘束事件）。
2017年カタール外交危機が起きた後には輸送費が上がり、地域間貿易に関わる日本企業に影響を及ぼした。カタールは世界第2のヘリウムの産出国家であり、日本のヘリウム輸入のおおよそ4分の1を占めていたが、カタールを制裁する周辺諸国により、日本への輸出が妨害されている。河野太郎外務大臣（当時）が2017年9月にカタールを訪問した際、対話による早期解決のため、仲介など支援をする用意があることを伝えた。

## 経済関係
1996年カタールは日本に25年間、毎年600万tの液化天然ガスを輸出することに合意し、翌年、中部電力が世界で初めてカタールから天然ガスを輸入した。2016年には約1210tのLNGが輸入されている。カタールから日本への石油輸出も盛んである。
2006年4日、カタール合同経済委員会（閣僚級）が発足。2013年8月に日本カタール経済フォーラムが開催された際、安倍晋三首相（当時）もカタールを訪問している。2015年にカタールにはおよそ50社の日本企業が進出していると推計される。

## 災害支援
2011年東日本大震災の際には、ハマド・ビン・ハリーファ・アール＝サーニーカタール首長（当時）は100万ドルを日本に寄付している。また、カタールフレンド基金が設立された。

## 外交使節

### 駐日カタール大使館
- 住所：東京都港区元麻布二丁目3-28
- アクセス：東京メトロ日比谷線広尾駅3番出口

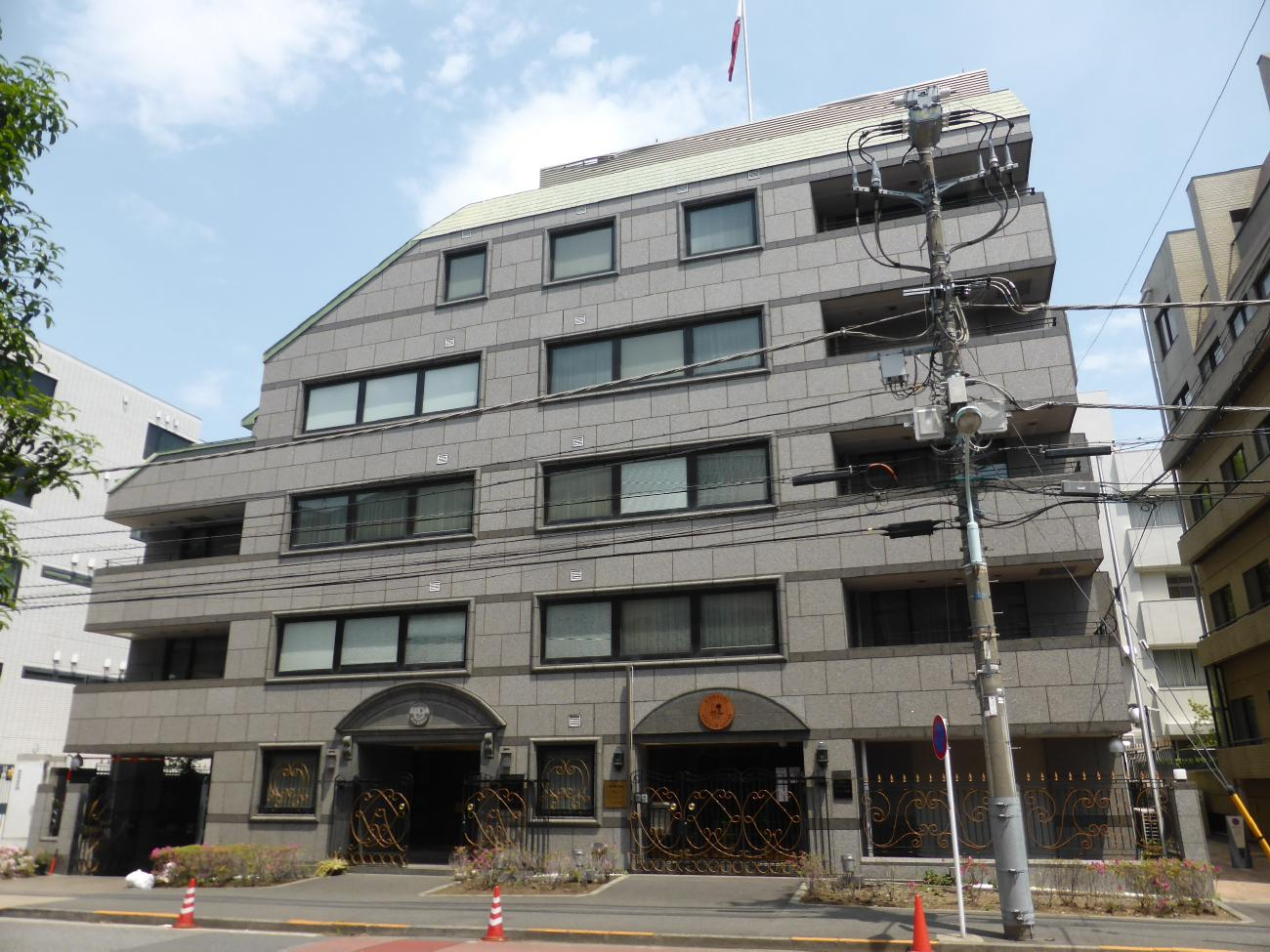
カタール大使館全景
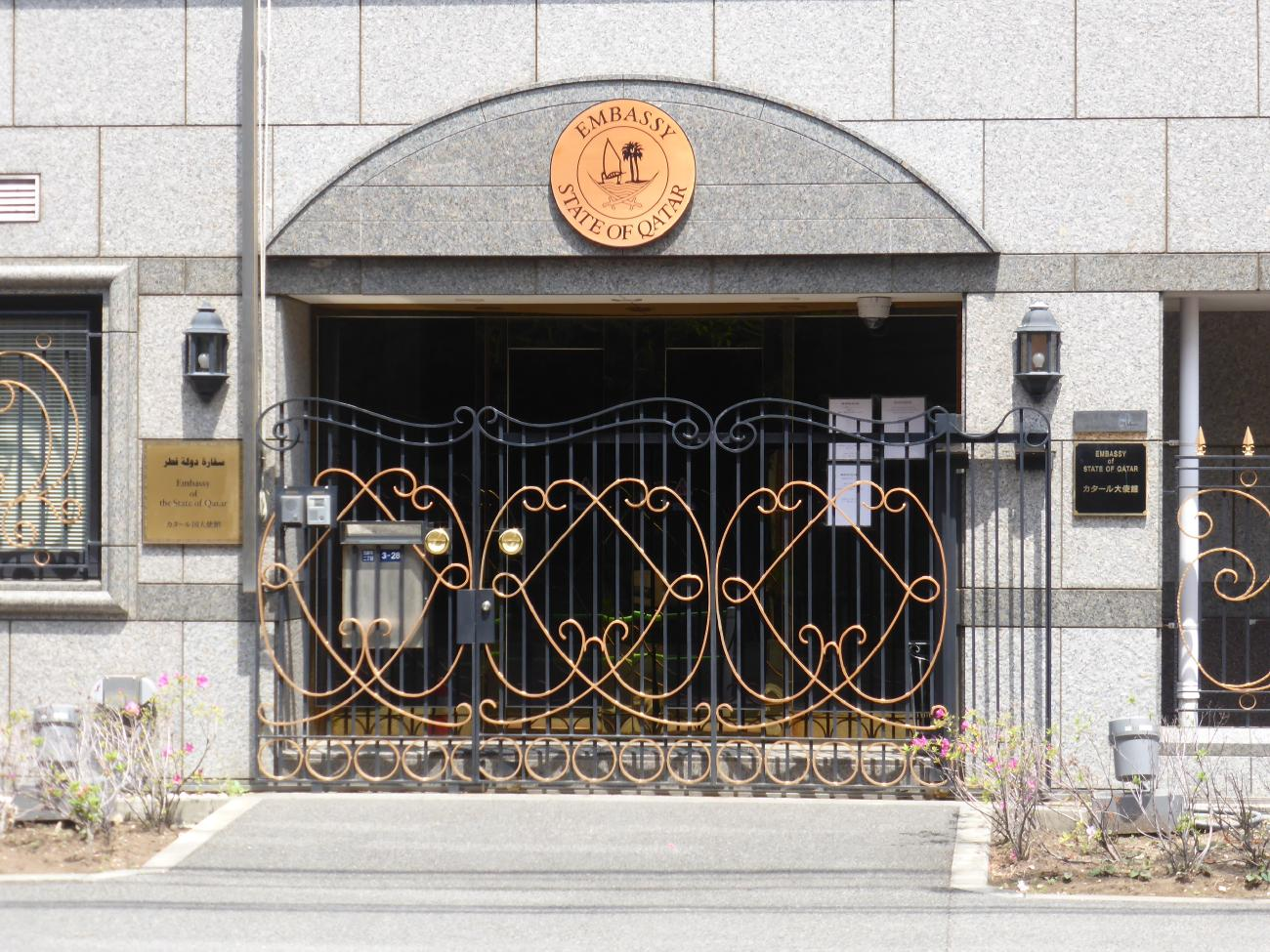
カタール大使館正門

### 駐日カタール大使
1. Hamad Bin Mansoor Al-Hajri（1973～1982年）[14]
2. Mohammed Bin Ali Al-Ansari（1982～1991年）[14]
3. Mohammed Bin Hassan Al-Jaber（1991～1997年、信任状捧呈は11月2日）[14]
4. Ahmed Bin Abdulla Al-Khal（1997～2000年、信任状捧呈は9月4日[15]）[14]
5. リヤード・ビン・アリ・アハマド・アル・アンサリ（2000～2009年[16]、信任状捧呈は10月27日[17]）[14]
6. ユセフ・モハメド・ビラール（2009～2018年、信任状捧呈は2010年2月22日[18]）[14]
7. ハッサン・ビン・モハメド・ラフィー・アル・エマーディ（2018～2023年、信任状捧呈は9月19日[19]）
  - （臨時代理大使） アブダラ・セイフ・アルカヤリン（2023～2024年）
8. ジャベル・ジャララ・アルマッリ（2024年～、信任状捧呈は4月4日[20]）